# Московский тормозной завод
Московский тормозной завод — машиностроительное предприятие в Тверском районе Москвы, существующее с середины 1910-х годов. Современным правопреемником предприятия является АО МТЗ ТРАНСМАШ.

## История

### Военно-артиллерийский завод, Электросила
История предприятия на Лесной улице началась в 1901 году. Здесь открылся 1 из 3 казённых винных складов, где осуществлялись перегонка, фильтрация и розлив крепких спиртных напитков, главным образом водки. В 1914—1915 годах после начала Первой мировой войны на эти площади была перенесена часть линий рижского «Русско-Балтийского электротехнического завода», принадлежавшего немецкому концерну AEG, который работал в России через «Всероссийскую компанию электричества» (ВКЭ), также на 60 % принадлежавшую AEG. В Москву были направлены 280 вагонов оборудования, ещё 1190 отправились в Харьков, где ВКЭ организовала новое предприятие, впоследствии ставшее заводом «Электросила — 1». До 1916—1917 годов московское предприятие работало как Военно-артиллерийский завод ВКЭ и специализировалось на выпуске дистанционных трубок для артиллерийских снарядов, было ликвидировано за содействие немецкой разведке и национализировано в 1918 году. После окончания войны завод получил название «Электросила» и занимался выпуском электрооборудования для железных дорог.
В 1920 году техническим руководителем «Электросилы» был назначен революционер, теоретик научной организации труда Алексей Гастев, работавший 2 годами ранее на предприятии «Всероссийской компании электричества» в Харькове и внедривший там современные идеи организации труда. На московской «Электросиле» Гастев создал опытную лабораторию по экспериментальному изучению инструментально-мускульных операций, наработки которой убедили Всесоюзный центральный совет профессиональных союзов учредить под руководством Гастева Центральный институт труда для совершенствования рабочей дисциплины. В статье «На перевале», опубликованной в № 6—7 журнала «Организация труда» за 1924 год, Гастев писал: "Так весь этот первый год и прошел в предварительной организационной наладке и в то же время были сделаны попытки обосноваться на предприятии. Таким первым предприятием явился для нас Тормозной завод, в стенах которого и шлифовались первые организационные подходы ЦИТа к производству, и где была основана наша первая «опытная станция». Тогда же формулировались и первые основные принципы методики ЦИТ. Она звучала очень кратко, словами — «как надо работать».

### Московский тормозной завод
17 ноября решением Межведомственной комиссии Высшего совета народного хозяйства для увеличения выпуска воздушнных тормозов Вестингауза на основе «Электросилы» был создан Московский тормозной завод (МТЗ). К 1923 году предприятие переориентировалось на выпуск более современного тормоза Казанцева, в 1926 году решением Народного комиссариата путей сообщения на заводе было открыто конструкторское бюро по автоматическим тормозам под руководством Бронислава Кавацкого. К концу 1926 года бюро завершило разработку крана машиниста с регулированием тормозного усилия, в 1928—1931 годах — занималось доработкой тормоза Матросова и воздухораспределителя для него, который впоследствии стал типовым на железнодорожном транспорте. В 1930-х годах на заводе разрабатывались и выпускались приборов для локомотивов и первых поездов Московского метрополитена. В годы Великой Отечественной войны 250 заводчан отправились на фронт, само предприятие частично переориентировалось на выпуск корпусов реактивных снарядов для «Катюш», мин для миномётов и арматуры для зенитных орудий.
Постановлением Совет Министров СССР от 11 января 1951 года «Об изготовлении и испытании опытных конструкций новых типов автотормозного оборудования подвижного состава железнодорожного транспорта» на базе конструкторского бюро Московского тормозного завода было организовано Специальное конструкторское бюро тормозостроения (СКБТ). В последующие годы в бюро под руководством выдающегося учёного Боровского Г. М. работали изобретатели Гринев В. А., Шавгулидзе Т. Е., Гнутов Л. А., Козюлин Л.В. а также их коллеги Перов Н. Н. Егоренкова Е. А., Лоскутов А. А., Козюлина Р. И., Коноплёв Ю. М., Роднова В. Н. и другие. СКБТ разрабатывало авторежимы и авторегуляторы для Первомайского тормозного завода, концевые краны для Тверского вагоностроительного завода, тормозные раскатные стальные цилиндры для Белёвского завода, устройства блокировки тормозов для заводов Одессы и Луганска. В разработке приборов принимали участие сотрудники Центрального научно-исследовательского института Министерства путей сообщения СССР. Для регистрации патентов на наработки СКБТ на заводе было организовано собственное патентное бюро.
В 1950-х — 1960-х годах специалисты СКБТ приняли деятельное участие в переводе пассажирских поездов на электропневматические тормоза, все компоненты которых были разработаны на Московском тормозном заводе. К 1971 году бюро разработало и внедрило тормозные системы для первых отечественных скоростных поездов РТ200 и ЭР200, также разработанный бюро воздухораспределитель типа 483 обеспечил работу состава с рекордным для советских железных дорог весом в 42 тысячи тонн. В 1980-х годах СКБТ разработало технологию производства корпусных деталей из лёгких алюминиевых сплавов, а также представило морозостойкие смазочные масла и резины, обеспечившие работу приборов в температурном диапазоне +60 °C — −60 °C. Совместно с ВНИИ вагоностроения специалисты СКБТ разрабатывали тормозные системы для экспериментальных транспортных средств, в том числе железнодорожных миксеров для жидкого чугуна грузоподъёмностью до 400 тонн и опытного вагона-лаборатории на реактивной тяге. Проектная работа осуществлялась в отдельной лаборатории, сборка — в отдельном цехе.

### Трансмаш
В апреле 1993 года предприятие было преобразовано в акционерное общество «Трансмаш». В середине 1990-х годов на заводе было развёрнуто производство современных тормозных систем на микропроцессорах. Тормозным оборудованием МТЗ были оснащены современные российские поезда метро: для вагонов метро «Яуза» и вагонов лёгкого метро «Русич» была разработана пневматическая рессорная подвеска, обеспечивающая плавность хода состава.

## Выпускаемая продукция
Предприятие выпускает более 200 наименований тормозного оборудования для железнодорожного транспорта (локомотивов, пассажирских вагонов, вагонов метрополитена, тепловозов, грузовых вагонов). Номенклатура выпускаемой продукции включает воздухораспределители, краны, блоки тормозного оборудования и пр.
Инфраструктура завода позволяет производить металлические изделия, гальваническую обработку, навивку любых пружин, производить лазерную резку и собирать электронику.
В 2018 году на МТЗ ТРАНСМАШ начато производство тормозных систем для грузового транспорта с цифровым управлением.